# Dolcetto

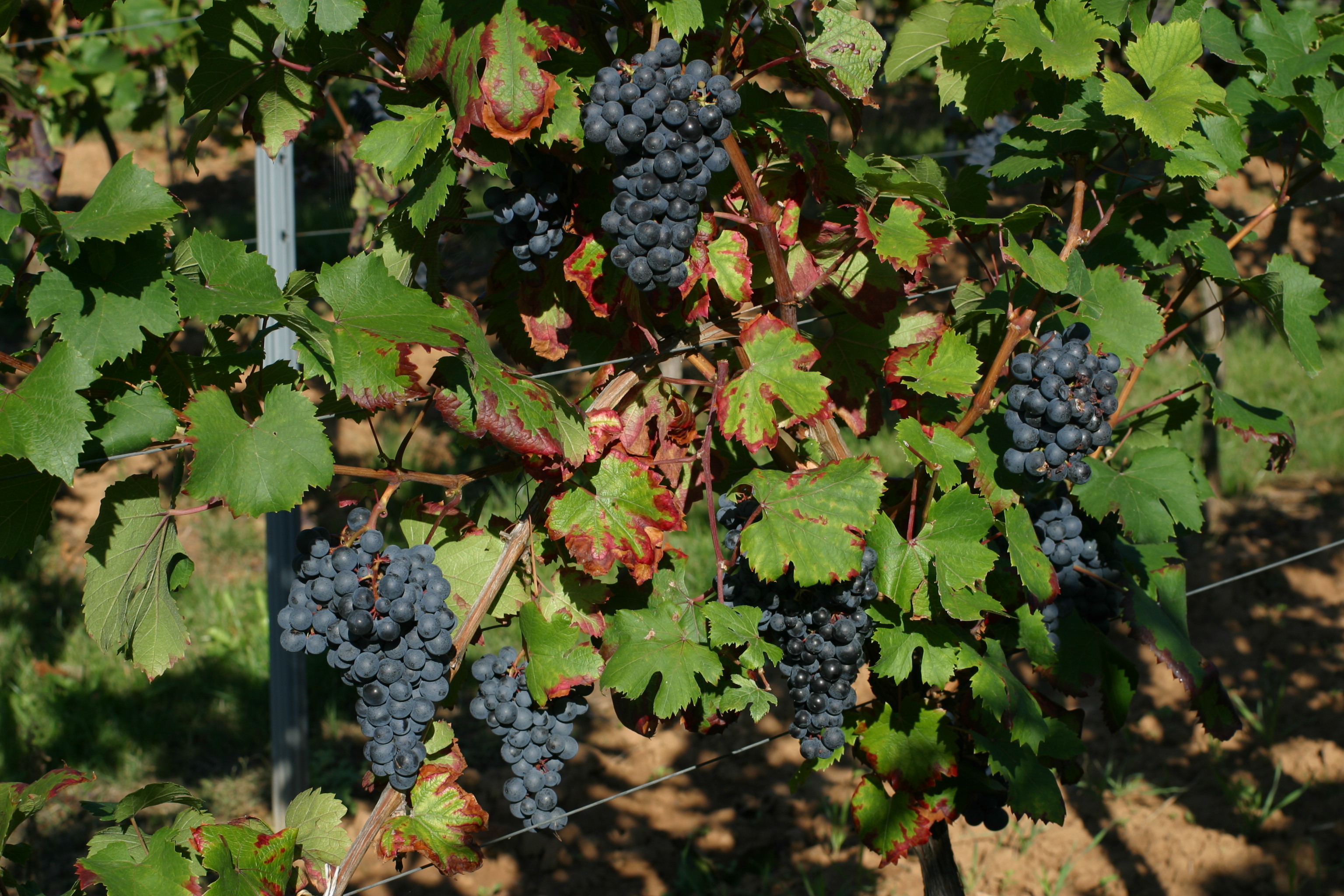
Dolcetto-Rebstock

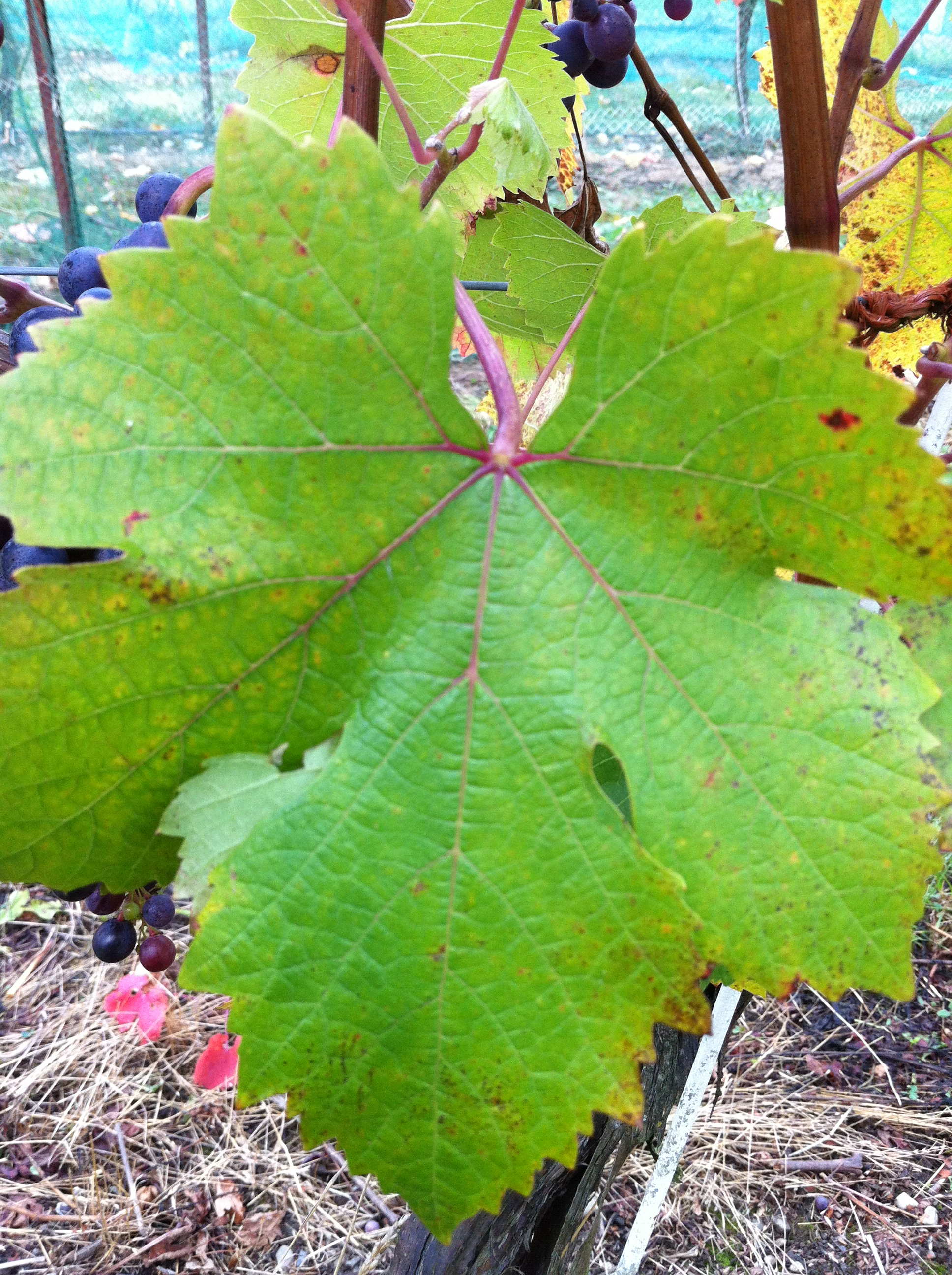
Blatt der Dolcetto-Rebe

Dolcetto ist eine Rotweinsorte, die in Italien angebaut wird. Für die Bedeutung des Namens gibt es verschiedene Varianten. Häufig findet sich die Variante, Dolcetto hieße übersetzt „der kleine Süße“ und werde auch als Douce noir bezeichnet. In verschiedenen Weinführern findet sich aber auch die Erklärung, Dolcetto leite sich vielmehr von dem Dialektwort dusset ab, was Rücken oder Hügel bedeute und darauf hinweise, dass der Dolcetto häufig auf gleichen Hügeln wie der Nebbiolo wachse, allerdings dann auf der Schatten- und nicht auf der Sonnenseite, da der Dolcetto schneller reift.
Dolcetto-Trauben liefern einen intensiv rubinroten Wein mit leichter Tendenz zu Granat-Tönen in der Alterung. Trocken und weich ausbalanciert besticht er mit einer angenehmen, leicht bitteren Mandelnote. Optimal zu genießen sind die Weine meist ab einem Jahr der Alterung.
Einige Experten vermuten den Ursprung der Traube in Frankreich, wahrscheinlicher ist jedoch ihr Ursprung im Monferrato um das Jahr 1000. Die systematische Kultivierung darf im Mittelalter angenommen werden. So findet der Dolcetto erste Erwähnung durch Graf Nuvolone Ende des 18. Jahrhunderts, dort noch „Dosset“ genannt.
Vom Monferrato fand die Sorte schnell Verbreitung nach Westen, so u. a. nach Ligurien (wo die Sorte oft Ormeasco genannt wird) und in die Gegenden um Mailand und Piacenza.
Nach Kalifornien ( → Weinbau in Kalifornien, 105 acre = 42 Hektar,) kam die Rebsorte über italienische Auswanderer. Sie wird verbreitet im  Mendocino County und Santa Barbara County sowie in den Herkunftsbezeichnungen Russian River Valley AVA, Napa Valley AVA, Santa Cruz Mountains AVA und Sta. Rita Hills AVA angebaut. Kleinere Anpflanzungen findet man in den Weinbaugebieten Umpqua Valley AVA und Southern Oregon AVA (bei in Oregon) sowie in New Mexico und Pennsylvania.
Hatten Experten noch bis 1924 vier Typen des Dolcetto ausgewiesen, so wurde in den folgenden Jahrzehnten deutlich, dass sieben Sorten unterschieden werden können.
Darunter der Dolcetto di Ovada, seit 1972 als Denominazione di Origine Controllata ausgewiesen. Der Dolcetto di Ovada wird vornehmlich in der Region entlang des Flusses Orba im südlichen Teil der Provinz Alessandria angebaut. In der Vergangenheit wurde dies als äußerste östliche Grenze für die Kultivierung der Dolcetto-Traube angesehen. Ovada ist das Zentrum dieser hügeligen Gegend mit ihren 22 Kommunen.
Die Liste der sieben DOC- bzw. DOCG-Regionen lautet:
- Dolcetto d’Acqui
- Dolcetto d’Alba
- Dolcetto d’Asti
- Dolcetto di Diano d’Alba
- Dolcetto di Dogliani
- Dolcetto d’Ovada
- Dolcetto delle Langhe Monregalesi (wird fast nicht mehr verwendet)

## Synonyme
Dolcetto ist auch unter 96 weiteren Namen bekannt: Acqui, Barbirono, Bathiolin, Batialin, Beina, Bignogna, Bignognina, Bignola, Bignona, Bignonia, Bignonina, Biguegna, Bonarda, Bourdon Noir, Cassolo, Charbonneau, Charbono, Chasselas Noir, Cinsiorlina, Cote Rouge Merille, Crete de Coq, Debeli Rifosk, Debili Rifosk, Delutz Nero, Dolcedo Rotstieliger, Dolceto, Dolcetta Nera, Dolcetto a Raspe Verde, Dolcetto A Raspo Rosso, Dolcetto Crni, Dolcetto di Piemonte, Dolcetto Nero, Dolcetto Piemontese, Dolchetto, Dolcino, Dolcino Nero, Dolciut, Dolsin, Dolsin Raro, Dolzin, Dolzino, Dosset, Gros Noir de Montelimar, Gros Plant, Koelner Rothstieliger, Maennlicher Refosco, Mauvais Noir, Montelimar, Monteuse, Montmelian, Mosciolino, Nebbiolo, Nebbiolo Dolcetto, Nebbiolone, Nera Dolce, Nibieu, Nibio, Noirin D'espagne, Ocanette, Orincasca, Ormeasca, Ormeasco (offizieller Name in Italien), Orneasca, Picot Rouge, Plant de Calarin, Plant de Chapareillan, Plant de Moirans, Plant de Montmelian, Plant de Provence, Plant de Savoie, Plant de Turin, Plant du Roi, Premasto, Primaticcio, Primativo, Primitivo Nero, Promotico, Provencal, Ravanellino, Refork, Refork Debeli, Refork Male, Refosk Debeli, Rothstieliger Dolcedo, Rotstieliger Dolcedo, Savoyard, Schitterer, Turin, Turino, Uva d’Acqui, Uva d’Acquia, Uva del Monferrato, Uva di Acqui, Uva di Ovada, Uva di Roccagrimalda, Uva Ormeasca.